# Witman fiúk
Witman fiúk (en húngaro Los hermanos Witman) es un drama de 1997 dirigido por János Szász. Fue proyectada en la sección de Un Certain Regard en el festival de Cannes de 1997. En el vigésimo festival internacional de Moscú ganó premio de los críticos FIPRESCI y Szász ganó el premio a mejor director.

## Reparto
- Maia Morgenstern - Señora Witman
- Alpár Fogarasi - János Witman
- Szabolcs Gergely - Ernö Witman
- Lajos Kovács - Dénes Witman
- Dominika Ostalowska - Irén
- Péter Andorai - Endre Tálay
- István Holl - Mihály Szladek
- Juli Sándor - Eszti
- Péter Blaskó - Caballero elegante
- György Barkó - Disecador
- Tamás Kalmár - Funerario
- Zsolt Porcza - Zöldi
- Ákos Horváth - Maestro de ciencia
- Lajos Szücs - Invitado
- Sándor Kassay - Persona de Duty
- Arnold Kilin - Doble